# Celeste (joc video)
Celeste este un joc video de tip platformer din 2018, dezvoltat și publicat de studioul de jocuri video indie Maddy Makes Games. Jucătorul o controlează pe Madeline, o tânără transgen cu anxietate și depresie care se hotărăște să escaladeze Muntele Celeste. În timpul escaladei sale, ea întâlnește mai multe personaje, inclusiv o personificare a îndoielii sale de sine, pe care comunitatea a numit-o „Badeline”, care încearcă să o împiedice să ajungă în vârful muntelui.
Dezvoltarea jocului Celeste a început în august 2015, când dezvoltatorii de jocuri Maddy Thorson și Noel Berry au participat la un game jam în cadrul căruia au creat o versiune prototip a Celeste pentru PICO-8. Thorson, care a fost producător, și Berry, care a fost programator principal, au dorit să extindă versiunea PICO-8 într-un joc complet. Inspirat parțial de propriile jocuri TowerFall (2013) și Super Mario Bros. 3 (1988) ale lui Thorson, gameplay-ul a fost conceput pentru a fi minimal și pentru a reflecta senzația de bouldering. Celeste a fost conceput pentru a fi accesibil, oferind mecanici de joc și un „Mod de asistență” (în engleză "Assist Mode") care fac jocul mai permisiv și mai puțin dificil. Pentru a crea un joc mai „introspectiv”, dezvoltatorii au adăugat în narațiune teme de iertare de sine, care au devenit împletite cu gameplay-ul. Coloana sonoră a jocului Celeste a fost compusă de Lena Raine.
Celeste a fost lansat pe 25 ianuarie 2018 pentru Linux, macOS, Nintendo Switch, PlayStation 4 și Windows, iar pentru Xbox One a doua zi; acesta a fost lansat pentru Google Stadia în iulie 2020. Imediat dupa lansare, jocul a primit laude din partea criticilor. Recenzorii au lăudat interacțiunea dintre narațiune și gameplay și au lăudat mișcarea și comenzile jucătorilor. Criticii au apreciat, de asemenea, abordarea sa față de dificultate și accesibilitate, precum și reprezentările depresiei și anxietății. Muzica jocului și stilul pixel art au fost, de asemenea, lăudate.
De la lansarea sa, Celeste a fost considerat de unii jurnaliști de jocuri video printre cele mai bune jocuri video din toate timpurile și a atras un fandom dedicat și comunități active de speedrunning și modding. Pe 9 septembrie 2019 a fost lansată o expansiune de conținut descărcabil gratuit (DLC) numită Farewell, introducând un nou capitol în joc. Dezvoltatorii jocului au respins posibilitatea unei continuări pentru Celeste, deși au creat spin-off-uri la scară mică: Celeste 2: Lani's Trek, o continuare a versiunii originale PICO-8, a fost lansată pentru a treia aniversare a jocului Celeste în 2021; Celeste 64: Fragments of the Mountain, o scurtă continuare cu gameplay tridimensional, a fost lansată pentru a șasea aniversare în 2024.